# Nagyompoly
Nagyompoly, 1910-ig Valea Doszului (románul: Izvoru Ampoiului, korábban Valea Dosului) falu Romániában, Erdélyben, Fehér megyében.

## Nevének eredete
A Valea Doszului a románból való, jelentése 'hátsó völgy' vagy 'hátsó patak'. Párhuzamos a falutól délre emelkedő Dealul Dosului hegy nevével. A Nagyompoly nevet Török Bertalan Alsó-Fehér vármegyei főjegyző és a nagyenyedi Közérdek szerkesztőjének ötletéből a magyar hatóságok vezették be 1910-ben. Utótagja az Ompoly folyóra utal. A szintén hivatalos úton bevezetett újabb román név jelentése 'az Ompoly forrása'.

## Fekvése
Az Erdélyi-érchegységben, az Ompoly folyó bal partján, Zalatnától három km-re északnyugatra fekszik.

## Népessége
- 1880-ban 875 lakosából 872 volt román anyanyelvű; 870 ortodox vallású.
- 1910-ben 1117 lakosából 1010 volt román és 52 magyar anyanyelvű; 995 ortodox, 30 római katolikus, 13 református, tíz görögkatolikus és tíz zsidó.
- 2002-ben az 1956-ban különvált Botesd, Budeni és Ruși nélkül 373 román nemzetiségű lakosa volt, közülük 346 ortodox vallású.

## Története
Az 1850-es évekig a zalatnai Felső kincstári uradalom román falva volt, Alsó-Fehér vármegyében. Lakói a 20. században mészégetéssel is foglalkoztak.

### Higanybányászata
A faluközponttól északnyugatra emelkedő Băbuia-hegytől Dumbraván át Vulturig cinnabaritot tartalmazó ércréteg terül el, amely kb. 8 km hosszú, 400 m széles és 300 m mély. A cinnabarit a higany ásványa, a higanyt pedig korábban az arany és az ezüst előállításánál használták.
A cinnabaritot először a rómaiak bányászták a környéken. Ezután hosszú szünet következett, és csak a 16. században kezdték újra bányászatát. A krajnai Idrija higanybányájának bérlői 1572-ben arra panaszkodtak, hogy nürnbergi kereskedők akadály nélkül jutottak erdélyi higanyhoz a Habsburg területeken keresztül. Két évvel később Pierre Lescalopier látogatta meg a bányát. A kitermelésről nem készített jegyzeteket, de valószínűleg felszíni fejtésről lehetett szó. Részletesen leírta viszont a higany pörkölési eljárását. A kemencében hevített ércből higanygőz szállt fel, amelyből a kemencéhez illesztett, körte formájú lombikokba csapatták ki a folyékony higanyt. Hasonló szerkezetről csupán a spanyolországi Almadén híres higanybányájából maradt fenn korabeli ábrázolás.
Bethlen Gábor 1621-ben felső-magyarországi német bányászokat hozatott a higanybányához. Martin Opitz 1632-ben járt itt és a higanyt tette Zalatnáról szóló költeménye egyik főszereplőjévé. Mivel az európai higanyszükségletet alig pár lelőhely elégítette ki, a 17. században jelentős volt az itteni higany külkereskedelme. Lengyelországba, majd a danzigi kikötőn keresztül Hollandiába, Raguzán keresztül pedig a Földközi-tenger medencéjébe jutott el. Létezik korabeli, higanycsempészetre vonatkozó adat is.
A politikai helyzet miatt 1690 körül megszakadt a kitermelés. A bánya kincstári területen feküdt és a Habsburg hatóságok kísérletet tettek újraindítására, de több évtizeden keresztül csupán a helyi román lakosság folytatott felszíni fejtést. A környék kuruzslói körében elterjedt a higanygőzzel való kezelés gyakorlata is, amelyet mérgező volta miatt a hatóságok próbáltak tiltani. Az 1750 előtti években aztán ismét megkezdődött a nagyobb léptékű, felszín alatti bányászat. Ebben az évben Zalatnán 99, Gyulafehérvárt 180 mázsa higany hevert raktáron. A piacon ekkoriban túlkínálat volt higanyból és az értékesítési nehézségek miatt 1762-ben ideiglenesen ismét leállt a bánya. A bécsi udvar szakértői úgy döntöttek, hogy a visszaesett kereslet miatt visszafogott mértékben folytatják a kitermelést. Ebből az időből, az 1760-as évekből származik Fridvaldszky János leírása a művekről. Beszámolója szerint a bánya 14 tárnából állt és a pörkölést is helyben végezték, kemencék és lombikok segítségével. A 19. század második negyedében tovább csökkent a kitermelt higany mennyisége, amely ekkor évi 18 és 85 mázsa között ingadozott. A 19. század közepén csak a Dumbrava hegy Szent Barbara és Szveti Nikoláj nevű tárnáját művelték.
Az 1870-es években az aranybányászat fellendülése ideiglenesen növelte a higany iránti keresletet, de ez a kedvező időszak csupán 1878-ig tartott, majd a termelés ismét lehanyatlott. 1900-ban egy francia cég működtette a bányát, amely az 1900-as években bezárt.
A trianoni békeszerződés átrendezte a kínálati piacot, ugyanis külföldre került az idrijai higanybánya. Az aranybányáknak, a marosújvári szódagyárnak és a kibontakozó román hadiiparnak szüksége volt a higanyra, ezért az Aurifera vállalat osztrák segítséggel az alapokról újraindította a higanybányászatot. A bánya 1925-ben nyílt meg és átlagosan évi négyezer kg higanyt termelt. A kitermelés 1967-ig tartott, amikor az akkori technológiával már nem bizonyult gazdaságosnak, és a bányát bezárták.

## Látnivalók
- Ortodox temploma 1830 után, egy korábbi fatemplom helyén épült.[5]
- Az ún. 'Kastély' (Castel) Brâncoveanu-stílusú épületét 1936 és 39 között emelték, a higanybányászatot végző Aurifera bányavállalat székházaként. 1948-tól úttörőket táboroztattak benne. 1985-ben, Sergiu Nicolaescu Mi, akik a frontvonalból jöttünk című háborús filmjének forgatása során rommá lőtték.